# Common Lisp Interface Manager
Pour les articles homonymes, voir Clim.
 (octobre 2012).
Common Lisp Interface Manager (CLIM) est une interface de programmation en Common Lisp pour la création d'interfaces utilisateurs. Les spécifications proviennent des interfaces de programmation qu'utilisaient les machines Lisp de Symbolics.
McCLIM est l'implémentation libre de CLIM.